# Grande Prémio de Romance e Novela APE/IPLB
Grande Prémio de Romance e Novela APE/DGLB é um prémio literário atribuído pela Associação Portuguesa de Escritores (APE) desde 1982, que visa consagrar uma obra de ficção de autor português, publicada no ano anterior à atribuição do prémio. No início de 2005 recebeu a designação de Grande Prémio de Romance e Novela APE/DGLB (Direcção-Geral do Livro e das Bibliotecas). É considerado o mais importante prémio nacional em Portugal. 

Actualmente o vencedor recebe 15000 €.

O responsável pela sua organização foi o escritor José Correia Tavares (1938-2018).

## Vencedores
| Ano  | Autor                        | Obra                                         | Editora                         | Prémio     |
| ---- | ---------------------------- | -------------------------------------------- | ------------------------------- | ---------- |
| 1982 | José Cardoso Pires           | Balada da Praia dos Cães                     | O Jornal                        | 750.000$   |
| 1983 | Agustina Bessa Luís          | Os Meninos de Ouro                           | Guimarães Editores              | 750.000$   |
| 1984 | Mário Cláudio                | Amadeo                                       | Imprensa Nacional-Casa da Moeda | 750.000$   |
| 1985 | António Lobo Antunes         | Auto dos danados                             | Publicações D. Quixote          | ...        |
| 1986 | David Mourão Ferreira        | Um Amor Feliz                                | Presença                        | ...        |
| 1987 | Vergílio Ferreira            | Até ao fim                                   | Bertrand Editora                | ...        |
| 1988 | João de Melo                 | Gente Feliz com Lágrimas                     | Publicações Dom Quixote         | ...        |
| 1989 | Paulo Castilho               | Fora de Horas                                | Contexto                        | ...        |
| 1990 | Maria Gabriela Llansol       | Um Beijo Dado Mais Tarde                     | Rolim                           | 2.000.000$ |
| 1991 | José Saramago                | O Evangelho segundo Jesus Cristo             | Editorial Caminho               |            |
| 1992 | Helena Marques               | O último cais                                | Publicações Dom Quixote         |            |
| 1993 | Vergílio Ferreira            | Na tua face                                  | Bertrand Editora                |            |
| 1994 | Mário de Carvalho            | Um deus passeando pela brisa da tarde        | Editorial Caminho               |            |
| 1995 | Teolinda Gersão              | A Casa da Cabeça de Cavalo                   | Publicações Dom Quixote         |            |
| 1996 | Augusto Abelaira             | Outrora agora                                | Editorial Presença              |            |
| 1997 | Rui Nunes                    | Grito                                        | Relógio D'Água Editores         |            |
| 1998 | Fernanda Botelho             | As contadoras de histórias                   | Editorial Presença              |            |
| 1999 | António Lobo Antunes         | Exortação aos crocodilos                     | Publicações Dom Quixote         |            |
| 2000 | Maria Velho da Costa         | Irene ou o contrato social                   | Publicações Dom Quixote         |            |
| 2001 | Agustina Bessa Luís          | O Princípio da Incerteza I - Jóia de Família | Guimarães Editores              |            |
| 2002 | Lídia Jorge                  | O Vento assobiando nas Gruas                 | Publicações Dom Quixote         |            |
| 2003 | Mafalda Ivo Cruz             | Vermelho                                     | Publicações Dom Quixote         |            |
| 2004 | Vasco Graça Moura            | Por detrás da magnólia                       | Quetzal                         |            |
| 2005 | Francisco José Viegas        | Longe de Manaus                              | Edições Asa                     |            |
| 2006 | Maria Gabriela Llansol       | Amigo e amiga: curso de silêncio de 2004     | Assírio & Alvim                 |            |
| 2007 | Filomena Marona Beja         | A cova do lagarto                            | Sudoeste Editora                |            |
| 2008 | Julieta Monginho             | A terceira mãe                               | Campo das Letras                |            |
| 2009 | Rui Cardoso Martins          | Deixem passar o homem invisível              | Publicações Dom Quixote         |            |
| 2010 | Gonçalo M. Tavares           | Uma Viagem à Índia                           | Editorial Caminho               |            |
| 2011 | Ana Teresa Pereira           | O Lago                                       | Relógio D'Água Editores         | 15.000 €   |
| 2012 | Alexandra Lucas Coelho       | E a Noite Roda                               | Tinta da China                  | 15.000 €   |
| 2013 | Ana Margarida de Carvalho    | Que Importa a Fúria do Mar                   | Teorema                         | 15.000 €   |
| 2014 | Mário Cláudio                | Retrato de Rapaz                             | Dom Quixote                     | 15.000 €   |
| 2015 | Paulo Varela Gomes           | Era Uma Vez em Goa                           | Tinta da China                  | 15.000€    |
| 2016 | Ana Margarida de Carvalho    | Não se pode morar nos olhos de um gato       | Teorema                         | 15.000€    |
| 2017 | H. G. Cancela                | As Pessoas do Drama                          | Relógio d’Água                  | 15.000€    |
| 2018 | Hélia Correia                | Um Bailarino na Batalha                      | Relógio d’Água                  | 15.000€    |
| 2019 | Mário Cláudio                | Tríptico da salvação                         | Dom Quixote                     |            |
| 2020 | Valter Hugo Mãe              | Contra mim                                   | Porto Editora                   |            |
| 2021 | Julieta Monginho             | Volta ao Mundo em Vinte Dias e Meio          | Porto Editora                   |            |
| 2022 | Lídia Jorge                  | Misericórdia                                 | Dom Quixote                     |            |
| 2023 | Djaimilia Pereira de Almeida | Toda a Ferida é uma Beleza                   | Relógio d'Água                  | 15.000€    |